# Austrorossia mastigophora
Austrorossia mastigophora е вид главоного от семейство Sepiolidae. Видът не е застрашен от изчезване.

## Разпространение и местообитание
Разпространен е в Ангола (Кабинда), Бенин, Габон, Гана, Гвинея, Демократична република Конго, Екваториална Гвинея (Биоко), Камерун, Кения, Кот д'Ивоар, Либерия, Мозамбик, Намибия, Нигерия, Сиера Леоне, Сомалия, Танзания, Того и Южна Африка (Западен Кейп, Източен Кейп, Квазулу-Натал и Северен Кейп).
Среща се на дълбочина от 119 до 290 m, при температура на водата от 4,5 до 15,3 °C и соленост 34,3 – 35,4 ‰.